# Maorizetes ferox
Maorizetes ferox är en kvalsterart som beskrevs av Hammer 1966. Maorizetes ferox ingår i släktet Maorizetes och familjen Astegistidae. Inga underarter finns listade i Catalogue of Life.